# Janusz Stokłosa

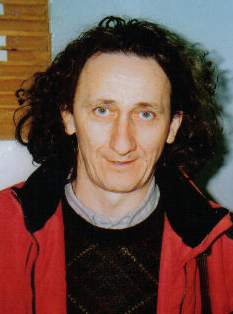
Janusz Stokłosa

Janusz Stokłosa (* 15. Mai 1954 in Rabka) ist ein polnischer Pianist und Komponist.
Er ist Absolvent der Fakultät für Musiktheorie und Musikgeschichte an der  Jagiellonen-Universität in Krakau (1978). Stokłosa ist Autor von mehr als 150 Partituren von Theater- und Filmmusik. Er debütierte am Krakauer Theater STU mit der Musik zum Schauspiel Pacjenci (deutsch: Patienten) nach Der Meister und Margarita von Michail Bulgakow unter der Regie von Krzysztof Jasiński (1976).
Von 1984 bis 1990 war er musikalischer Leiter des Teatr Ateneum in Warschau, wo er zusammen mit Wojciech Młynarski und Janusz Józefowicz die Schauspiele Brel, Hemar und Wysocki schuf. Von 1986 bis 1991 arbeitete er mit Michał Bajor zusammen und gab mit ihm in vielen Ländern Europas, in den USA und in Kanada, Konzerte.
1991 schuf er das Musical Metro, das in der Adaption, Choreografie und Regie von Józefowicz aufgeführt wurde. Dieses Musical hatte spektakulären Erfolg im Land und weltweit. Am 16. April 1992 fand im  Minskoff Theater am Broadway seine amerikanische Premiere statt.
Bisher wurden mehr als 1200 Vorstellungen gegeben. Für die Musik zum Musical „Metro“ wurde Stokłosa für den Broadway-Preis Tony Award in der Kategorie beste Theaterpartitur in der Saison 1991/1992 nominiert. Im Februar 1994 wurde die Musik von Metro mit einer goldenen Schallplatte geehrt, im November 1997 mit einer Platinplatte und am 30. Mai 1998 mit einer zweiten Platinplatte.
Im Oktober 1992 wurde er Vorsitzender der Gesellschaft „Studio Buffo“.